# Parlamentul Rural
Parlamentele rurale sunt forumuri de discuții și dezbateri, de multe ori stabilite pentru a da glas populației rurale a țării, de a influența politica și practica și de a dezvolta rețele între cei din mediul rural.’’  Ele sunt organizate în unele țări ale Uniunii Europene, dar și la nivel central al întregii Uniuni (Parlamentul Rural European). Deși se numește „Parlament”, el nu are ca obiectiv elaborarea de legi.
Aceste parlamente au fost deja constituite în Estonia, partea majoritar suedeză a Finlandei, Ungaria, Țările de Jos, Slovacia, Suedia, și sunt în curs de organizare în România și în Scoția. Ele se numesc:
- Landsbygdsriksdag (Parlamentul Rural), organizat de Hela Sverige ska leva (HSSL; literalmente: Toată Suedia va trăi), Suedia, constituit in anul 1989;[3]
- Landsbygdsriksdag, Finlanda, fondat în 1990[4]
- Maapäev, constituit in anul 1996, organizat de Kodukant, Estonia, activ din 1997;[5]
- Vidék Parlementje, Ungaria, constituit in 1998;[6]
- Vidiecky Parlament (VIPA), Slovacia, constituit in anul 2000 informal și în anul 2001, formal ca si ONG[7]
- PlattelandsParlement, Olanda, constituit in anul 2005[8]
- Slovenski podeželski parlament, Slovenia, constituit in anul 2011[9]
- European Rural Parliament, constituit la 13 noiembrie 2013 la Bruxelles, sub egida Comitetului Economic și Social European ** [10][11]

Prin parlamentele rurale, micile comunități din țările europene au recuperat din diferențele față de marile orașe, prin strategii bine conduse recuperându-și sporul demografic, creșterea economică și nivelul de dezvoltare socio-cultural, perpetuându-și tradiții pe cale de dispariție.
Parlamentele rurale s-au dovedit a fi un vehicul excelent ce oferă comunităților rurale o prezență și o voce puternică pe scena națională, a afirmat Vanessa Halhead, directorul Asociației Europeane a Comunităților Rurale (ERCA).

## Alte țări

### România
La nivelul anului 2014, Parlamentul Rural din România este o instituție informală și  începând cu anul 2015 va fi exclusiv o federație de ONG-uri apolitice, niciun fel de altă formă juridică neavând rol decizional sau administrativ în derularea activităților, ci doar de consultanță și consliere, sau alte atribute delegate expres ca responsabilități de către consiliul de conducere sau adunarea generală a federației, după caz. În Adunarea Generală a Asociației Comunelor din România – A.Co.R din 16–19 februarie 2014, a fost prezentat și aprobat acordul de participare la formarea federației: Parlamentul Rural din România, ocazie cu care a fost menționată pentru prima dată intenția și acțiunea oficială de a crea formal o asemenea instituție.
Dacian Cioloș, fost comisar european pentru agricultură între 2007 și 2014, el însuși originar din România, și-a declarat susținerea pentru un asemenea proiect.

### Scoția
În martie 2012, secretarul pentru Afaceri Rurale⁠(en)[traduceți], Richard Lochhead⁠(en)[traduceți], a anunțat că guvernul scoțian acționează pentru înființarea unui Scottish rural parliament, conform Programme for Scotland 2011-2012.
Data inaugurală a fost stabilită în perioada 6–8 noiembrie 2014 iar întrunirea lui, la Oban, Argyll & Bute. 
A fost înființată o organizație independentă, denumită Scottish Rural Action, printre directorii ei numărându-se John Hutchison de la John Muir Trust and Community Land Scotland.  Temele pe care le dezbate se stabilesc prin sondaje efectuate în rândul persoanelor care locuiesc și lucrează în zonele rurale scoțiene.